# Mijaíl Lavrov

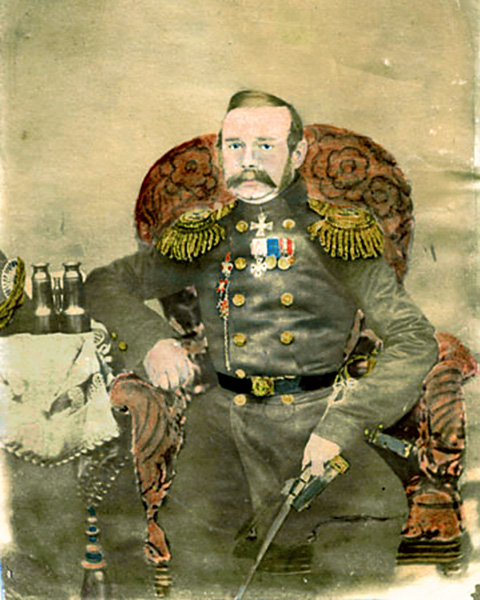
Almirante Mijaíl Lavrov.

Miajaíl Andrianovich Lavrov (en ruso: Лавров, Михаил Андрианович; 1799-1882) fue un almirante y explorador del Ártico ruso.
Mijaíl Lavrov nació el 13 de septiembre de 1799 en la ciudad de Arcángel. Se graduó en el Cuerpo de Cadetes de San Petersburgo y sirvió en la Flota del Báltico. Participó en el viaje del buque carguero Mezen entre Kronstadt y Arcángel en 1819-1820. En 1821-1824, con el rango de oficial sénior, participó en la expedición de Fiódor Litke a bordo del bergantín Nueva Zembla, haciendo la descripción de la línea de costa de Múrmansk y el archipiélago de Nueva Zembla. En 1825-1827, hizo un viaje alrededor del mundo a bordo del balandro Krotki con el Almirante Ferdinand von Wrangel, visitando Kamchatka y la América rusa. En 1831-1834, Lavrov sirvió con el rango de teniente comandante en el Mediterráneo y el Adriático, participó en una batalla contra barcos piratas, hundiendo cuatro de ellos, y por ello fue promovido al rango de comandante. En 1833, recibió la Orden de San Jorge de 4.ª clase por servicio inmaculado con el rango de oficial en 18 campañas de seis meses.
En 1846, durante ejercicios en el mar Báltico a bordo del crucero de batalla Gangut, el Capitán Lavrov rechazó obedecer una orden del almirante y fue degradado al rango de marinero por el zar Nicolás I. En 1850 le fue devuelto su rango de capitán y renunció. Alejandro II de Rusia dio a Mijaíl Lavrov la oportunidad de servir de nuevo en la Marina Rusa en 1855, y fue promovido al rango de contraalmirante por la hazaña de las armas.
En 1857-1864, Mijaíl Lavrov fue gobernador de la ciudad de Taganrog, donde inició la apertura de la línea del barco de vapor Taganrog-Constantinopla.
En 1872, Lavrov fue promovido al rango de almirante y sirvió en la reserva de la flota.
Un cabo al sur de la Bahía Melki en el Ártico, una isla en la Bahía de Vladivostok y otra isla al NE de la Isla Bolchevique en Tierra del Norte fueron nombrados en honor al Almirante Lavrov.